# Jaume Sanllorente i Trepat
Jaume Sanllorente i Trepat (Barcelona, 1976) és un escriptor i periodista català.
És autor de "La costurera de Dacca" (Espasa) "El poder de las sonrisas" (Conecta), "Somriures de Bombai, el viatge que va canviar el meu destí" (Plataforma), traduït a vuit idiomes amb pròleg de Dominique Lapierre, que actualment arriba en castellà a la vint-i-dosena edició, i de la novel·la "La Canción de la Concubina" (Espasa). També és coautor de "Bombay, más allá de las sonrisas" (Plataforma) i del recent publicat llibre de contes infantils "10 Cuentos 10 Sonrisas" (Beascoa), també ha col·laborat en diversos assaigs.

## Llibres
- 2007: Sonrisas de Bombay. El viaje que cambió mi destino. Plataforma.
- 2007: Somriures de Bombai. El viatge que va canviar el meu destí. Plataforma.
- 2009: Bombay. Más allá de las sonrisas, amb fotografies de Franscesc Melcion. Plataforma.
- 2011: La canción de la concubina. Espasa.
- 2012: Sonrisas de Bombay, còmic amb les il·lustracions de Susanna Martín. Norma Editorial.[1]
- 2013: El poder de las sonrisas. Conecta.
- 2015: 10 Cuentos 10 sonrisas. Beascoa